# Taalaykul Isakunova
Taalaykul Bazarkulovna Isakunova (née le 14 juillet 1967 à At-Bachy en République socialiste soviétique kirghize en URSS) est une femme politique kirghize.

## Biographie
En 2015, Taalaykul Isakunova fait son entrée au Zhogorku Kengesh, le parlement kirghiz. Le 11 novembre 2016, elle est nommée comme ministre du Travail et du Développement social dans le gouvernement Sooronbay Jeenbekov lors d'un remaniement ministériel, poste qu'elle garde lorsque Sapar Isakov devient Premier ministre. Elle est renvoyée de son poste le 11 octobre 2018. Elle est remplacée le 25 octobre 2018 par Ulukbek Kochkorov.